# بان سولاب نام خاص (مقاطعة دالاهو)
بان‌سولاب نام‌خاص (بالفارسية: بان‌سولاب نام‌خاص) هي قرية تقع في قسم قلخاني الريفي (مقاطعة دالاهو) في إيران. يقدر عدد سكانها بـ 40 نسمة .